# Rivula anaemica
Rivula anaemica är en fjärilsart som beskrevs av George Francis Hampson 1926. Rivula anaemica ingår i släktet Rivula och familjen nattflyn. Inga underarter finns listade.